# Долинский, Анатолий Андреевич
Анато́лий Андре́евич Доли́нский (укр. Анатолій Андрійович Долінський, 21 июля 1931, с. Орлянское Васильевского района Запорожской области — 31 мая 2022) — советский и украинский учёный в области теплоэнергетики, тепломассообмена и теплотехнологий, академик Национальной академии наук Украины (1988), заслуженный деятель науки и техники Украины (1991), трижды лауреат Государственной премии Украины в области науки и техники (1984, 1997, 2004).

## Биография
Родился 21 июля 1931 года в с. Орлянка Васильковского района Запорожской области. После окончания средней школы в поселке Корнин Попельнянского района на Житомирщине он поступает на теплоэнергетический факультет Киевского политехнического института. Успешно окончив его в 1954 г., становится старшим инженером-технологом на турбинном заводе «Пяргале» в г. Каунасе (Литва). С 1957 г. А. А. Долинский работал в Институте технической теплофизики НАН Украины — сначала инженером, потом главным механиком, младшим научным сотрудником, старшим научным сотрудником, заведующим научного отдела. В 1982—2015 гг — директор этого учреждения.

## Научная деятельность
Возглавляя институт, А. А. Долинский сохранил традиционные научные школы и одновременно адаптировал структуру и тематику учреждения к рыночным условиям. Он активно использует рыночные методы работы и формы управления, уделяет большое внимание менеджменту, маркетингу, инвестиционной и инновационной деятельности. С участием института созданы и действуют совместные предприятия во Вьетнаме, совместные научно-технические центры в США, Китае. Этому в решающей степени способствовали целеустремленность ученого и большой опыт внедрения новых научных идей в производство, его настойчивость в достижении поставленной цели, оперативность в решении научно-производственных проблем. Тематика института соответствует приоритетным направлениям развития государства, благодаря чему ежегодно внедряется несколько десятков единиц технологий и оборудования. По инициативе А. А. Долинского функционирует и постоянно пополняется экспонатами выставка института «Энергоресурсосбережение». Работы института регулярно экспонируются на отечественных и международных выставках, многие из них отмечены наградами. Лучшие разработки института внедрены в России, Испании, Чехии, Индии, Вьетнаме, Аргентине, Болгарии, а научные связи поддерживаются с США, Англией, Польшей, Китаем, Россией и другими странами.
А. А. Долинский — один из инициаторов создания демонстрационных зон высокой энергоэффективности на Украине, а именно — демзоны «Южная» в г. Запорожье с использования когенерационных технологий. Эту идею учёный пытается реализовать и в Киеве. Он всячески поддерживает развитие теплотехнологий, направленных на использование теплоты отходящих газов, альтернативных источников энергии, систем и приборов для контроля и оптимизации процессов в энергогенерирующих и энергопотребляющих объектах.
В области сушки под руководством и при непосредственном участии А. А. Долинского разработано и внедрено значительное количество современных энергоресурсосберегающих технологий и единиц оборудования. Он предложил и научно обосновал принципиально новый метод интенсификации процессов тепломассообмена при дискретно-импульсной трансформации энергии, начал на Украине научное направление по разработке нанотехнологий на базе идей, рождённых в институте, внес значительный вклад в развитие теории процессов переноса теплоты и вещества в дисперсных газожидкостных средах и разработал методы его расчета.
В течение многих лет А. А. Долинский — главный редактор научного журнала «Промышленная теплотехника», англоязычный вариант которого «Industrial Heat Engineering» переиздается в США. Он — член редколлегии научно-прикладного журнала «Возобновляемая энергетика» и редакционных советов международных журналов «Проблемы машиностроения» (Украина), «International Journal of Heat and Masstransfer» (США), «Drying Technology Journal» (Канада), «Инженерно-физического журнала» (Беларусь) и тому подобное.
Анатолий Андреевич — автор более 500 научных трудов, в том числе 10 монографий и более 190 изобретений на патенты. Создал научную школу, среди его учеников — десятки докторов и кандидатов наук. Большое внимание учёный уделял подготовке будущей смены. Он был председателем специализированных научных советов по защите докторских и кандидатских диссертаций. Среди его учеников — десятки докторов и кандидатов наук.
А. А. Долинский возглавлял Национальный комитет по тепломассообмену, Международный комитет стран СНГ по проблемам сушки, Научный совет поддержки и развития промышленной и муниципальной энергетики при Министерстве образования и науки Украины.

## Награды и почётные звания
А. А. Долинскому присвоено звание «Заслуженный деятель науки и техники Украины». Трижды лауреат Государственной премии Украины, лауреат академических премий им. Г. Ф. Проскуры и им. В. И. Толубинського, почётный профессор Национального технического университета «КПИ». Награждён Почётной грамотой Верховной Рады, орденами «Дружбы народов» и за «Трудовые достижения» IV степени.